# L'Adieu aux armes (film, 1932)
Pour les articles homonymes, voir L'Adieu aux armes (homonymie).
Pour plus de détails, voir Fiche technique et Distribution.

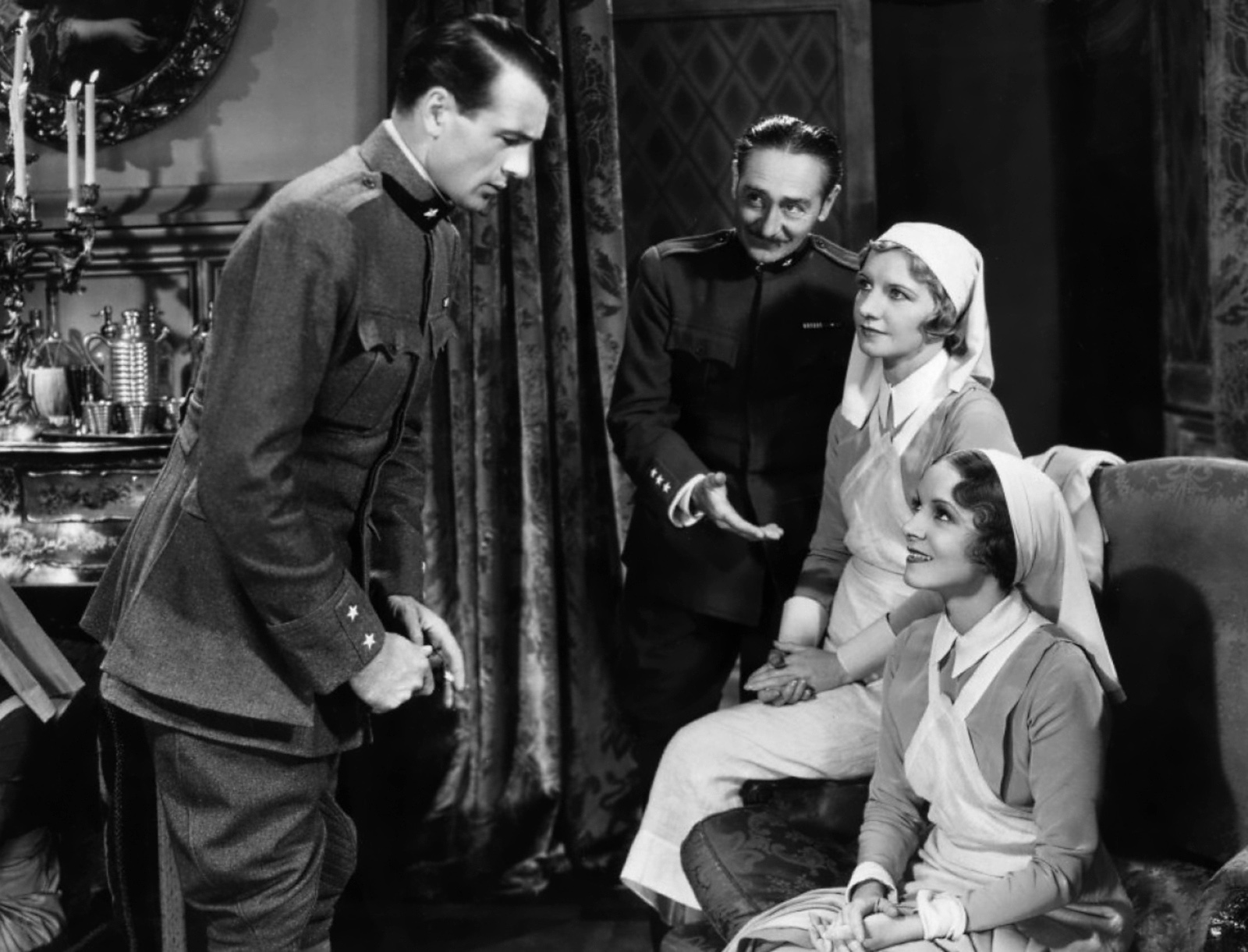
Gary Cooper, Adolphe Menjou, Mary Philips et Helen Hayes

L'Adieu aux armes (A Farewell to Arms) est un film américain réalisé par Frank Borzage, sorti en 1932.

## Synopsis
Le lieutenant Henry, Américain engagé auprès de l'armée italienne contre l'Autriche comme ambulancier, tombe amoureux d'une infirmière, qui ne lui dit pas qu'elle est enceinte et va, parce qu'elle est enceinte, être renvoyée de son service. Son ami et supérieur italien l'empêche de recevoir le courrier de sa bien-aimée. L'absence de nouvelles le pousse à déserter pour la retrouver, mais elle s'est réfugiée en Suisse, où la misère et l'isolement viennent à bout de ses forces.

## Fiche technique
- Titre : L'Adieu aux armes
- Titre original : A Farewell to Arms
- Autre titre français : L'Adieu au drapeau
- Réalisation : Frank Borzage, assisté de Jean Negulesco
- Scénario : Benjamin Glazer et Oliver H.P. Garrett d'après le roman L'Adieu aux armes de Ernest Hemingway
- Script-girl : Grace Dubrae
- Directeur de la photographie : Charles Lang
- Cameraman : Robert Pittack
- Assistant opérateur : Clifford Shirpser
- Photographe de plateau : Sherman Clark
- Montage : Otho Lovering et George Nichols Jr. (non crédités)
- Effets spéciaux : Farciot Edouart, assisté de Loyal Griggs (non crédité)
- Musique (non crédités) : Herman Hand, W. Franke Harling, Bernhard Kaun, John Leipold, Paul Marquardt, Ralph Rainger et Milan Roder
- Direction artistique (décors) : Roland Anderson et Hans Dreier
- Accessoiristes : Joe Thompson, Clem Jones
- Costumes : Travis Banton
- Casting : Fred Datig
- Producteurs : Edward A. Blatt et Benjamin Glazer (non crédités)
- Société de production et de distribution : Paramount Pictures
- Pays de production :  États-Unis
- Langue : anglais
- Format : Noir et blanc - Mono (Western Electric Noiseless Recording)
- Genre : Drame
- Durée : 89 minutes
- Date de sortie :
  - États-Unis : 8 décembre 1932

## Distribution
- Helen Hayes : Catherine Barkley
- Gary Cooper : Lieutenant Frederic Henry
- Adolphe Menjou : Major Rinaldi
- Mary Philips : Helen Ferguson
- Jack La Rue : Prêtre
- Blanche Friderici : Infirmière en chef
- Mary Forbes : Miss Van Campen
- Gilbert Emery : Major anglais

Et, parmi les acteurs non crédités :
- Henry Armetta : Bonello, conducteur d'ambulance italien
- Robert Cauterio
- Marcelle Corday : Infirmière suisse
- Gino Corrado : Soldat italien
- George Humbert : Piani
- Doris Lloyd : Infirmière
- Fred Malatesta : Manera
- Paul Porcasi : Harry, aubergiste
- Tom Ricketts : Comte Greffi

## Récompenses
En 1934, le film fut nommé pour quatre Oscars, dont ceux du meilleur film et des meilleurs décors (Hans Dreier et Roland Anderson), et remporta finalement ceux de la meilleure photographie (Charles Lang) et du meilleur son (Franklin B. Hansen).

## Autour du film
- Autre adaptation : 
  - L'Adieu aux armes par Charles Vidor et John Huston en 1957, avec Rock Hudson et Jennifer Jones
- Un scénario très semblable se retrouve dans l'adaptation du journal d'Hemingway :
  - Le Temps d'aimer (In Love and War) réalisé par Richard Attenborough en 1997, avec Sandra Bullock

### Le film en VO
- A Farewell to Arms, disponible gratuitement sur Internet Archive (domaine public)

### Divers
- Ressources relatives à l'audiovisuel :   - AllMovie
  - Allociné
  - American Film Institute
  - Centre national du cinéma et de l'image animée
  - Ciné-Ressources
  - Cinémathèque québécoise
  - IMDb
  - LUMIERE
  - Movie Review Query Engine
  - OFDb
  - Rotten Tomatoes
  - The Movie Database
- Notices d'autorité :   - LCCN
- (en) Fiche du film sur le site de l'AFI, consultée le 20 juin 2012
- (en) Fiche du film sur le site de TCM, consultée le 20 juin 2012
- (en) Critique du film parue dans le New York Times du 9 décembre 1932, consultée le 20 juin 2012